# Первый бой при Силкаатс-Неке
Первый бой при Силкаатс-Неке (англ. First Battle of Silkaatsnek) — первое сражение партизанского периода Второй англо-бурской войны, произошедшее 11 июля 1900 года в районе горного массива Магалисберг.
После захвата Претории 5 июня 1900 года британские войска стали контролировать большинство стратегических пунктов, но с чрезвычайно протяженными коммуникационными линиями. В Западном Трансваале сообщения поддерживались через огромные участки негостеприимной местности, на которых было трудно сражаться регулярной армии: крутые холмы, кустарники и каменистая почва с редкими источниками воды, особенно в южную зиму. Но для буров эти условия стали идеальными для ведения партизанской войны. Они контролировали горный массив Магалисберг и фактически блокировали Рюстенбург. 
Дорога между Преторией и Рюстенбургом пересекала Магалисберг по двум перевалам, расположенным в нескольких километрах друг от друга, Силкаатс-Нек и Коммандо-Нек. Эти стратегически важные позиции охранялись британским контингентом полковника Александера из лагеря Ритфонтейн, расположенном в 5 км на запад от Силкаатс-Нека.
10 июля Де ла Рей со своими бойцами двигался к северу от Силкаатс-Нека в направлении Рюстенбурга, когда ночью его разведчики донесли, что перевал слабо защищен и два утеса по обе стороны перевала не заняты англичанами. Он решил напасть на лагерь англичан. 
На перевале в это время стоял лагерем отряд полковника Х. Р. Робертса (245 человек), прибывший накануне вечером. 
Де ла Рей предпринял трехстороннюю атаку. Сам лично возглавил лобовую атаку с севера и послал две группы по 200 человек, чтобы взобраться на оба утеса перевала, где британцы установили небольшие пикеты. Сигнальное оборудование попало под обстрел буров, поэтому помощи вызвать не удалось. Когда британцы двинулись на перевал, чтобы контратаковать, бойцы Де ла Рея обошли их с юга, заманив в ловушку на середине перевала на невысоком холме в редуте с низкими стенами.
Полковник Александер в лагере Ритфонтейн, услышав отзвуки разгоревшегося боя, доносившиеся со стороны Силкаатс-Нека, ограничился только артобстрелом с предельной дистанции в течение часа позиций буров на вершинах гор, а затем, чтобы избежать любой возможности собственного поражения, в полдень приказал своим силам эвакуироваться и отошел в Преторию, бросив Робертса на произвол судьбы.
Бой продолжался весь день. В 15:00 буры, перестреляв большую часть артиллеристов, захватили британские орудия и повернули их против защитников. Выдержав обстрел буров до вечера и не получив подкрепления, вскоре после захода солнца полковник Робертс приказал сложить оружие.
23 британских солдата были убиты, полковник Робертс и еще 44 человека были ранены, а 189 человек (включая раненых) попали в плен. Буры захватили два полевых орудия, пулемет, некоторое количество винтовок с боеприпасами. Буры потеряли 11 человек убитыми.
Победа при Силкаатс-Неке подняла боевой дух буров в Западном Трансваале и привела в смятение не только английские гарнизоны и аванпосты в бурских республиках, но и королеву Викторию, телеграфировавшую британскому главнокомандующему в Южной Африке лорду Робертсу в Преторию: «Тревожно слышать о раненых в самом прискорбном деле в Нитралс-Неке». 